# Liste der denkmalgeschützten Objekte in Bad Kleinkirchheim
Die Liste der denkmalgeschützten Objekte in Bad Kleinkirchheim enthält die 6 denkmalgeschützten, unbeweglichen Objekte der Gemeinde Bad Kleinkirchheim.

## Denkmäler
| Foto |                 | Denkmal                                                                    | Standort                                        | Beschreibung | Metadaten |
| ---- | --------------- | -------------------------------------------------------------------------- | ----------------------------------------------- | --- | --- |
| ja   | Datei hochladen | Kath. Filialkirche hl. Katharina im Bade HERIS-ID: 53446 Objekt-ID: 61409  | Bach 6 Standort KG: Kleinkirchheim              | Die spätgotische Kirche mit mittigem Dachreiter und niedriger westlicher Eingangshalle wurde über einer Heilquelle errichtet, zu der eine südliche Pfeilerarkadenhalle führt. Bemerkenswert sind die Holzempore mit Schnitzereien, etwa von 1520, und der Flügelaltar aus dem 16. Jahrhundert. | BDA-Hist.: Q1412449 Status: § 2a Stand der BDA-Liste: 2025-06-30 Name: Kath. Filialkirche hl. Katharina im Bade GstNr.: .74 Hl. Katharina im Bade, Bad Kleinkirchheim  |
| ja   | Datei hochladen | Evang. Filialkirche A.B. HERIS-ID: 54133 Objekt-ID: 62285                  | Dorfstraße Standort KG: Kleinkirchheim          | Die evangelische Kirche ist eine mittelgroße Holzkirche mit Dachreiter nach skandinavischem Vorbild, die 1938 nach einem Plan von Switbert Lobisser erbaut wurde. | BDA-Hist.: Q14545385 Status: § 2a Stand der BDA-Liste: 2025-06-30 Name: Evang. Filialkirche A.B. GstNr.: .296 Evangelische Kirche Bad Kleinkirchheim                   |
| ja   | Datei hochladen | Kath. Pfarrkirche hl. Ulrich und Friedhof HERIS-ID: 53453 Objekt-ID: 61416 | Kirchheimer Weg 161 Standort KG: Kleinkirchheim | Die romanisch-gotische Kirche mit einfachem Langhaus mit Satteldach und niedrigem eingezogenen Chor wurde barock umgestaltet. Der Hochaltar mir Opfergangsportalen, die Seitenaltäre und eine Kreuzigungsgruppe stammen alle aus dem ersten Viertel des 18. Jahrhunderts. | BDA-Hist.: Q2082541 Status: § 2a Stand der BDA-Liste: 2025-06-30 Name: Kath. Pfarrkirche hl. Ulrich und Friedhof GstNr.: .161 Pfarrkirche Bad Kleinkirchheim           |
| ja   | Datei hochladen | Jakobskapelle HERIS-ID: 97862 Objekt-ID: 113730                            | Kirchheimer Weg 161 Standort KG: Kleinkirchheim | Die als Aufbahrungshalle dienende Jakobskapelle wurde 2003 von den Künstlern Armin Guerino und Tomas Hoke geschaffen. Die Kapelle weist eine auch in den Materialien sichtbare Dreiteilung auf: Der schiffsartige, aus Eichenholz gefertigte Versammlungsraum wird durch ein Edelstahl-Tor betreten. Über dem Abhang schwebend schließt ein Glaskubus an, der das himmlische Jerusalem symbolisiert. | BDA-Hist.: Q37770697 Status: § 2a Stand der BDA-Liste: 2025-06-30 Name: Jakobskapelle GstNr.: .161                                                                     |
| ja   | Datei hochladen | Kath. Pfarrkirche hl. Oswald und Friedhof HERIS-ID: 54773 Objekt-ID: 63168 | St.Oswald - Kirchweg 16 Standort KG: St. Oswald | Die kleine spätgotische Kirche mit nördlichem Turm mit Mauerschlitzen wurde Anfang des 16. Jahrhunderts errichtet. Chor und Langhaus sind netzrippengewölbt. Bemerkenswert ist der Hochaltar Säulenädikula von 1678. | BDA-Hist.: Q1266172 Status: § 2a Stand der BDA-Liste: 2025-06-30 Name: Kath. Pfarrkirche hl. Oswald und Friedhof GstNr.: .16, 151/2 Sankt Oswald in Bad Kleinkirchheim |
| ja   | Datei hochladen | Pfarrhof HERIS-ID: 53448 Objekt-ID: 61411                                  | St.Oswald - Kirchweg 7 Standort KG: St. Oswald  | Das Pfarrhaus ist ein zweigeschoßiger Blockhausbau mit weiß gemörtelten Fugen. | BDA-Hist.: Q38057184 Status: § 2a Stand der BDA-Liste: 2025-06-30 Name: Pfarrhof GstNr.: .17 Pfarrhof St. Oswald, Bad Kleinkirchheim                                   |